# Pappinidae
Pappinidae es una familia de foraminíferos bentónicos de la Superfamilia Buliminoidea, del Suborden Buliminina y del Orden Buliminida. Su rango cronoestratigráfico abarca desde el Mioceno hasta el Plioceno.

## Discusión
Clasificaciones previas incluían Pappinidae en el Suborden Rotaliina y/o Orden Rotaliida.

## Clasificación
Pappinidae incluye al siguiente género:
- Pappina †